# 保利阿尔巴雷伊
保利阿尔巴雷伊（義大利語：Pauli Arbarei），是意大利撒丁大区南撒丁省的一个市镇。总面积15.12平方公里，人口647人，人口密度42.8人/平方公里（2009年）。ISTAT代码为106012。